# Motya mythias
Motya mythias är en fjärilsart som beskrevs av William Schaus 1921. Motya mythias ingår i släktet Motya och familjen trågspinnare. Inga underarter finns listade i Catalogue of Life.